# Assedio di Seringapatam (1799)
L'assedio di Mysore (5 aprile – 4 maggio 1799) fu il confronto finale della quarta guerra anglo-mysore tra la Compagnia britannica delle Indie Orientali ed il Sultanato di Mysore. Gli inglesi ottennero una vittoria decisiva dopo aver fatto breccia nelle mura della fortezza di Seringapatam, conquistandone la cittadella. Il sultano Fateh Ali Tipu, governante di Mysore, venne ucciso in azione. I britannici restaurarono la dinastia Wodeyar al trono dopo la vittoria, ma mantennero il controllo diretto del regno.

## Forze contrapposte
La battaglia venne composta da una serie di scontri attorno a Seringapatam (versione anglicizzata di Srirangapatnam) nei mesi tra aprile e maggio 1799, tra le forze combinate della Compagnia britannica delle Indie Orientali ed i suoi alleati, per un numero di 50 000 soldati in tutto, e le truppe del Regno di Mysore, governato dal sultano Fateh Ali Tipu, con un numero di 30 000 uomini. La quarta guerra anglo-mysore terminò con la sconfitta e la morte del sultano Tipu in battaglia.

## La composizione delle truppe britanniche
Quando scoppiò la quarta guerra anglo-mysore, gli inglesi radunarono due grandi colonne d'esercito al comando del generale George Harris. La prima era composta da 26 000 soldati della Compagnia britannica delle Indie Orientali, 4 000 erano europei, mentre i restanti erano sepoys indiani locali. La seconda colonna era sostenuta dal Nizam di Hyderabad, ed era composta da dieci battaglioni per un totale di 16 000 cavalieri. Assieme, le forze alleate componevano il totale di 50 000 uomini. Le forze di Tipu erano state fortemente ridimensionate dalla terza guerra anglo-mysore che aveva comportato per lui anche la perdita della metà dei suoi domini a favore degli inglesi, ma si attestavano ancora a 30 000 uomini.
Le forze inglesi impegnate nello scontro erano:
- 12° (East Suffolk) reggimento di fanteria
- 19th Light Dragoons
- 25th Light Dragoons
- 33° (Duke of Wellington's) reggimento di fanteria
- 73° (Highland) reggimento di fanteria
- 74° (Highland) reggimento di fanteria
- 75° (Highland) reggimento di fanteria
- 77º reggimento di fanteria
- Brigata scozzese [poi 94º reggimento]
- Reggimento de Meuron (mercenari svizzeri al soldo inglese)

Le forze indiane erano le seguenti:

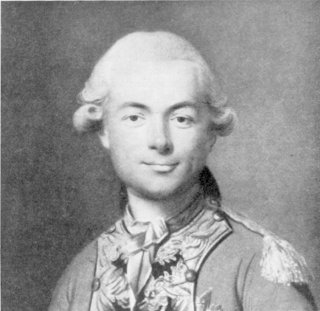
Charles-Daniel de Meuron fu il comandante dell'omonimo reggimento svizzero che prese parte al soldo degli inglesi alla battaglia

- 1º reggimento di fanteria nativa di Madras
- 2º reggimento di fanteria nativa di Madras
- 1st Madras Native Cavalry
- 2nd Madras Native Cavalry
- 3rd Madras Native Cavalry
- 4th Madras Native Cavalry
- Pionieri di Madras
- Artiglieria di Madras
- 1st Bengal Native Infantry
- 2nd Bengal Native Infantry
- Bengal Artillery

## L'assedio

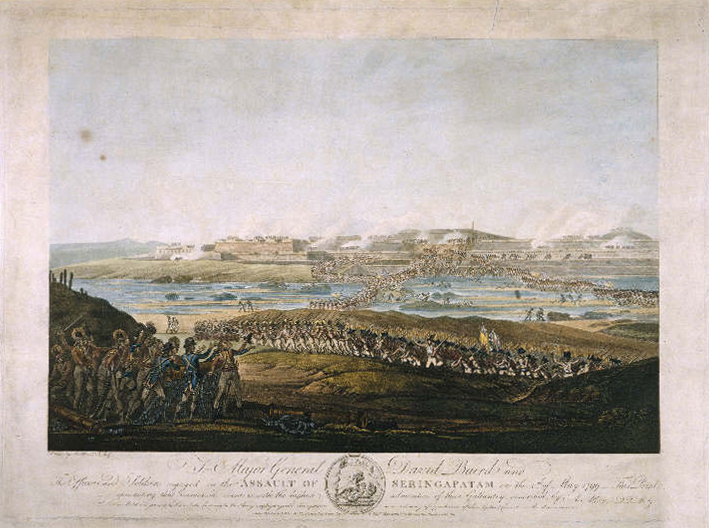
L'assalto a Seringapatam

Seringapatam venne assediata dalle forze britanniche il 5 aprile 1799. Il fiume Kaveri, che circondava la città di Seringapatam difendendola, si trovava al suo livello più basso nel corso dell'anno e poteva essere attraversato tranquillamente dalla fanteria — se l'assalto fosse incominciato prima dei monsoni. Dalle lettere scambiate all'epoca da Tippu, pare che egli si limitasse ad attendere quel periodo per mettere in crisi i suoi nemici. Al primo ministro e generale del sultano, Mir Sadiq, venne chiesto di occuparsi dei britannici assedianti.

## La breccia

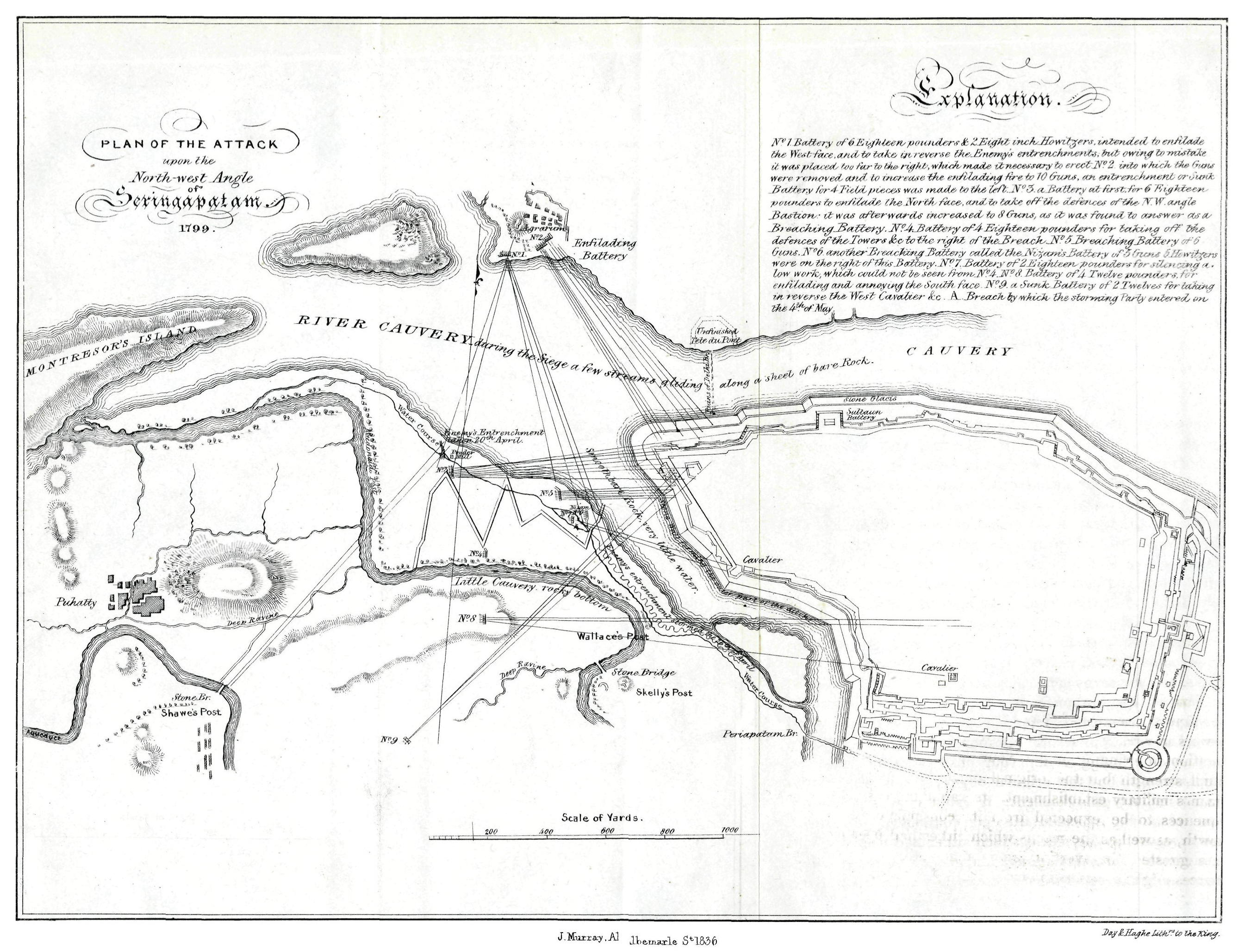
Piano dell'attacco sull'angolo nord-ovest di Seringapatam

Il Governatore Generale dell'India, Richard Wellesley, pianificò l'apertura di una breccia nelle mura di Seringapatam. Il luogo della breccia, come notato da Beatson, autore di un resoconto sulla quarta guerra anglo-mysore, si trovava nella parte occidentale del fianco destro del bastione nord-occidentale, in quanto questa era la parte più antica (e decrepita) delle mura, meno resistente della nuova. Le difese di Mysore riuscirono ad evitare che gli inglesi ponessero una batteria d'artiglieria sul lato nord del fiume il 22 aprile 1799. Ad ogni modo, dal 1º maggio, lavorando di notte, gli inglesi completarono le loro batterie a sud e le puntarono sulle mura. Al sorgere del sole del 2 maggio, le batteria del Nizam di Hyderabad aprirono una breccia tattica nelle mura esterne della città.
Il capo delle truppe britanniche era il maggiore general David Baird, implacabile nemico del sultano Tippu: vent'anni prima egli era stato prigioniero per 44 mesi del sultano. Le truppe d'assalto, che includevano il 73º ed il 74º reggimento, scalarono la breccia e penetrarono nella città e sconfissero tutte le truppe presenti. Dopo il combattimento, il corpo di Tippu venne ritrovato insieme ai morti sul suolo, privato dei suoi gioielli.

## La presa di Seringapatam

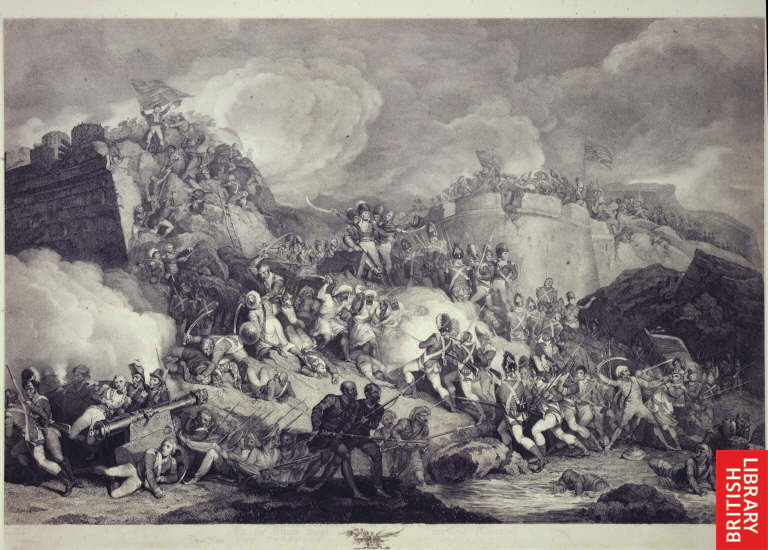
La presa di Seringapatam

L'assalto iniziò alle 13.00 che coincideva col momento più caldo del giorno in cui i difensori avrebbero cercato certamente riparo dal sole cocente e un po' di frescura e relax. Due colonne inglesi avanzarono sulla breccia e riuscirono a prendere il controllo di tutte le fortificazioni della capitale. Una terza colonna di riserva, comandata da Arthur Wellesley, venne impiegata come supporto ove necessario.
Alle 11.00 del 4 maggio 1799 le truppe inglesi ottennero il segnale di attacco ufficiale ed il grosso delle truppe attraversò il fiume sotto il fuoco delle batterie di copertura, ed in 16 minuti raggiunsero i difensori.
Uno dei bottini più curiosi di questo assedio fu la Tigre di Tippu, un automa meccanico presente nel palazzo del sultano ed oggi esposto al Victoria & Albert Museum.

## Morte di Tipu

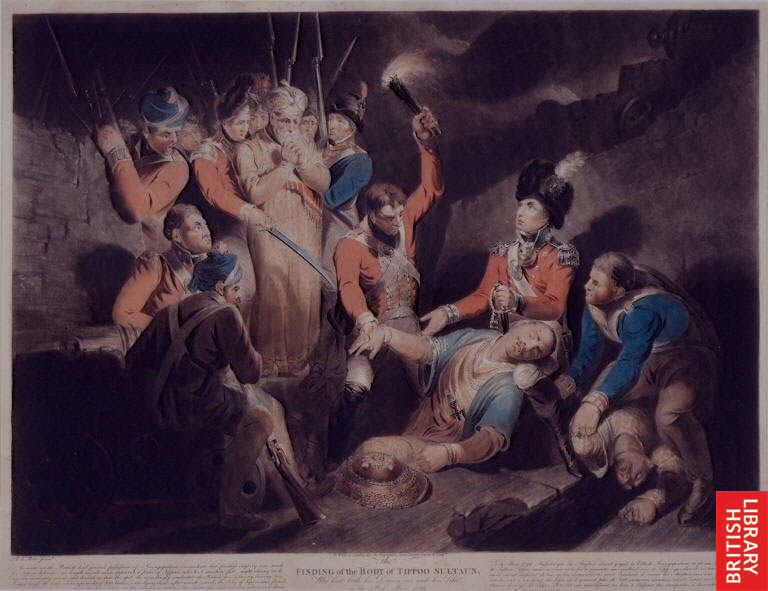
Il ritrovamento del corpo del sultano Tippu

La colonna che si sposto a nord-ovest venne immediatamente coinvolta in pesanti scontri con un gruppo di guerrieri mysoriani alla guida di un piccolo e grasso ufficiale indiano, che però si dimostrava piuttosto bravo a combattere con la spada ed a difendersi personalmente. L'ufficiale sparava anche con fucili che gli venivano caricati da dei servitori durante lo scontro. Dopo la caduta della città, gli ufficiali inglesi si diedero a cercare il corpo del sultano per assicurarsi che fosse morto nello scontro. Questi venne identificato come il grasso ufficiale dei combattimenti ed il suo corpo venne ritrovato in un passaggio non distante dal fiume.
Benjamin Sydenham descrisse così la vista del sultano:
'ferito un po' sopra l'orecchio destro e sulla guancia sinistra, aveva tre ferite in corpo, era alto circa 1.73 m, più che corpulento, con un collo corto e spalle alte, ma le sue gambe e le sue ginocchia apparivano piccole e delicate.

'Egli aveva grandi occhi, con piccole sopracciglia arcuate e piccoli baffi. La sua apparenza lo distingueva dall'uomo comune.

'Il suo contegno esprimeva un misto di altezza e risoluzione. Era vestito con una giacca di lino bianca molto fine, intimo di chintz, una giubba cremisi ed una cintura di seta rossa che gli attraversava il corpo.

'Aveva ancora il suo turbante e non vi erano armi presso il suo corpo morto.'

## Adattamenti
La novella di Wilkie Collins dal titolo The Moonstone inizia proprio con il furto dei gioielli da Seringapatam nel 1799 del leggendario tesoro del sultano Tippu.
La battaglia di Seringapatam è il principale conflitto del racconto Sharpe's Tiger di Bernard Cornwell.

## La battaglia oggi
Due cannoni catturati dagli inglesi durante la battaglia si trovano oggi di fronte alla residenza ufficiali della Royal Military Academy Sandhurst.
Gran parte del sito della battaglia è ancora oggi intatto con tutte le fortificazioni, il fossato e persino il luogo ove venne ritrovato il corpo morto del sultano Tippu, il luogo ove erano tenuti i prigionieri inglesi ed il sito del distrutto palazzo.